# NORCECA Final Six femminile 2024
La NORCECA Final Six femminile 2024 si è svolta dal 26 al 30 giugno 2024 a Santo Domingo, in Repubblica Dominicana: al torneo hanno partecipato sei squadre nazionali nordamericane e la vittoria finale è andata per la terza volta alla Rep. Dominicana.

## Impianti
|                                                                             |  |  |
|                                                                             |  |  |
| Palacio del Voleibol Città: Santo Domingo Capienza: - Anno d'apertura: 2003 |  |  |

## Regolamento

### Formula
La formula ha previsto un girone all'italiana, al termine del quale:
- Le prime quattro classificate hanno acceduto alle semifinali, incrociandosi col metodo della serpentina.
- Le ultime due classificate hanno acceduto alla finale per il quinto posto.

### Criteri di classifica
Se il risultato finale è stato di 3-0 sono stati assegnati 5 punti alla squadra vincente e 0 a quella sconfitta, se il risultato finale è stato di 3-1 sono stati assegnati 4 punti alla squadra vincente e 1 a quella sconfitta, se il risultato finale è stato di 3-2 sono stati assegnati 3 punti alla squadra vincente e 2 a quella sconfitta.
L'ordine del posizionamento in classifica è stato definito in base a:
- Numero di partite vinte;
- Punti;
- Ratio dei set vinti/persi;
- Ratio dei punti realizzati/subiti;
- Risultati degli scontri diretti.

## Squadre partecipanti
| Squadra         | Qualificazione      | Ultima partecipazione      |
| --------------- | ------------------- | -------------------------- |
| Canada          | Ranking NORCECA     | Repubblica Dominicana 2023 |
| Cuba            | Ranking NORCECA     | Repubblica Dominicana 2023 |
| Messico         | Ranking NORCECA     | Repubblica Dominicana 2023 |
| Porto Rico      | Ranking NORCECA     | Repubblica Dominicana 2023 |
| Rep. Dominicana | Paese organizzatore | Repubblica Dominicana 2023 |
| Stati Uniti     | Ranking NORCECA     | Repubblica Dominicana 2023 |

## Torneo

### Fase a gironi

#### Girone A

##### Risultati
| 26 giugno 2024 Palacio del Voleibol, Santo Domingo Durata: 1h:33 - Spettatori: 1 000 | Stati Uniti | 3 - 0 | Messico | 33-31, 27-25, 25-15        |
| 27 giugno 2024 Palacio del Voleibol, Santo Domingo Durata: 1h:37 - Spettatori: 1 800 | Canada      | 1 - 3 | Messico | 21-25, 14-25, 25-20, 24-26 |
| 28 giugno 2024 Palacio del Voleibol, Santo Domingo Durata: 1h:13 - Spettatori:       | Stati Uniti | 3 - 0 | Canada  | 25-15, 25-21, 25-13        |

##### Classifica
| Pos. | Squadra     | Pt | G | V | P | SV | SP | Ratio | PF  | PS  | Ratio |
| ---- | ----------- | -- | - | - | - | -- | -- | ----- | --- | --- | ----- |
| 1.   | Stati Uniti | 10 | 2 | 2 | 0 | 6  | 0  | MAX   | 160 | 120 | 1,333 |
| 2.   | Messico     | 4  | 2 | 1 | 1 | 3  | 4  | 0,750 | 167 | 169 | 0,988 |
| 3.   | Canada      | 1  | 2 | 0 | 2 | 1  | 6  | 0,166 | 133 | 171 | 0,777 |

      Qualificata alle semifinali per il primo posto.
      Qualificata alla finale per il quinto posto.

#### Girone B

##### Risultati
| 26 giugno 2024 Palacio del Voleibol, Santo Domingo Durata: 1h:11 - Spettatori: 3 000 | Rep. Dominicana | 3 - 0 | Cuba       | 25-22, 25-14, 25-18               |
| 27 giugno 2024 Palacio del Voleibol, Santo Domingo Durata: 2h:04 - Spettatori: 800   | Porto Rico      | 3 - 2 | Cuba       | 25-18, 25-21, 20-25, 16-25, 15-6  |
| 28 giugno 2024 Palacio del Voleibol, Santo Domingo Durata: 2h:12 - Spettatori: 3 500 | Rep. Dominicana | 3 - 2 | Porto Rico | 25-22, 25-21, 28-30, 23-25, 16-14 |

##### Classifica
| Pos. | Squadra         | Pt | G | V | P | SV | SP | Ratio | PF  | PS  | Ratio |
| ---- | --------------- | -- | - | - | - | -- | -- | ----- | --- | --- | ----- |
| 1.   | Rep. Dominicana | 5  | 2 | 2 | 0 | 6  | 2  | 3,000 | 192 | 166 | 1,156 |
| 2.   | Porto Rico      | 5  | 2 | 1 | 1 | 5  | 5  | 1,000 | 213 | 212 | 1,004 |
| 3.   | Cuba            | 2  | 2 | 0 | 2 | 2  | 6  | 0,333 | 149 | 176 | 0,846 |

      Qualificata alle semifinali per il primo posto.
      Qualificata alla finale per il quinto posto.

### Fase finale

#### Finale 1º e 3º posto
|  | Semifinali | Semifinali      | Semifinali |                 |    | Finale      | Finale          | Finale |
|  |            |                 |            |                 |    |             |                 |        |
|  | 1A         | Stati Uniti     | 3          |                 |    |             |                 |        |
|  | 1A         | Stati Uniti     | 3          |                 |    |             |                 |        |
|  | 2B         | Porto Rico      | 1          |                 |    |             |                 |        |
|  | 2B         | Porto Rico      | 1          |                 | 1A | Stati Uniti | 2               |        |
|  |            |                 |            |                 | 1A | Stati Uniti | 2               |        |
|  |            |                 |            |                 |    | 1B          | Rep. Dominicana | 3      |
|  | 1B         | Rep. Dominicana | 3          |                 |    | 1B          | Rep. Dominicana | 3      |
|  | 1B         | Rep. Dominicana | 3          |                 |    |             |                 |        |
|  | 2A         | Messico         | 0          |                 |    |             |                 |        |
|  | 2A         | Messico         | 0          | Finale 3° posto |    |             |                 |        |
|  |            |                 |            |                 |    |             |                 |        |
|  |            |                 |            |                 |    | 2B          | Porto Rico      | 1      |
|  |            |                 |            |                 |    | 2B          | Porto Rico      | 1      |
|  |            |                 |            |                 |    | 2A          | Messico         | 3      |

##### Semifinali
| 29 giugno 2024 Palacio del Voleibol, Santo Domingo Durata: 2h:01 - Spettatori: 800   | Stati Uniti     | 3 - 1 | Porto Rico | 25-21, 21-25, 25-23, 25-16 |
| 29 giugno 2024 Palacio del Voleibol, Santo Domingo Durata: 1h:19 - Spettatori: 3 000 | Rep. Dominicana | 3 - 0 | Messico    | 25-22, 25-14, 25-22        |

#### Finale 5º posto
| 29 giugno 2024 Palacio del Voleibol, Santo Domingo Durata: 1h:16 - Spettatori: 700 | Canada | 3 - 0 | Cuba | 25-20, 26-24, 25-22 |

##### Finale 3º posto
| 30 giugno 2024 Palacio del Voleibol, Santo Domingo Durata: 2h:20 - Spettatori: 4 000 | Porto Rico | 1 - 3 | Messico | 24-26, 23-25, 25-23, 21-25 |

##### Finale
| 30 giugno 2024 Palacio del Voleibol, Santo Domingo Durata: 2h:12 - Spettatori: 7 000 | Rep. Dominicana | 3 - 2 | Stati Uniti | 25-15, 17-25, 23-25, 25-16, 15-11 |

## Classifica finale
| Pos     | Squadra         | Rosa |
| ------- | --------------- | --- |
| Oro     | Rep. Dominicana | Formazione: 1 Arias, 2 Rodríguez, 3 Eve, 4 Peralta, 7 Marte, 8 Tapia, 11 González, 12 Pérez, 15 Guillén, 16 Peña, 18 de la Cruz, 20 B. Martínez, 21 J. Martínez, 25 L. Martínez, CT: Kwiek |
| Argento | Stati Uniti     | Formazione: 1 Babcock, 2 Beason, 3 Booth, 4 Cresse, 6 Fischer, 7 Franklin, 8 Hudson, 9 Landfair, 10 Louis, 11 Miner, 12 Mruzik, 13 Rodriguez, 14 Scott, 19 Tuaniga, CT: Rostratter         |
| Bronzo  | Messico         | Formazione: 3 Cantu, 4 Rodríguez, 6 Castro, 7 Guereca, 8 Ovalle, 10 Siller, 11 Urías, 12 Landeros, 13 Maldonado, 15 Rivera, 16 Muñoz, 24 Garciglia, 33 Flores, CT: Negro                   |
| 4       | Porto Rico      | Formazione: 2 Venegas, 3 León, 5 W. Rivera, 6 Sánchez, 7 Cestero, 10 Reyes, 12 Ortiz, 13 S. Rivera, 16 Santiago, 17 Champion, 18 Hernández, 23 López, CT: Nuñez                            |
| 5       | Canada          | Formazione: 1 Georgiadis, 16 Guezen, 18 Arnold, 20 Borowski, 22 Allard, 24 Bush, 26 Pelland, 27 Thokbuom, 28 Surinx, 29 Plouffe, 30 Saris, 31 Rivest, 36 Calnan, 37 Andrews, CT: O'Dwyer   |
| 6       | Cuba            | Formazione: 2 Madán, 5 D. Martínez, 6 de la Peña, 10 Chacón, 11 G. Moreno, 15 Aguilera, 17 E. Martínez, 19 Suárez, 20 Finé, 21 James, 24 T. Moreno, 25 Vila, CT: García                    |

## Premi individuali
| Premio                 | Nome              | Squadra         |
| ---------------------- | ----------------- | --------------- |
| MVP                    | Brayelin Martínez | Rep. Dominicana |
| Miglior realizzatrice  | Grace López       | Porto Rico      |
| Miglior servizio       | Emoni Bush        | Canada          |
| Miglior difesa         | Shara Venegas     | Porto Rico      |
| Miglior ricevitrice    | Paola Santiago    | Porto Rico      |
| Miglior palleggiatrice | Kamerynn Miner    | Stati Uniti     |
| Miglior opposto        | Alondra Tapia     | Rep. Dominicana |
| Miglior schiacciatrice | Abagayle Guezen   | Canada          |
| Miglior schiacciatrice | Brayelin Martínez | Rep. Dominicana |
| Miglior centrale       | Neira Ortiz       | Porto Rico      |
| Miglior centrale       | Lisvel Eve        | Rep. Dominicana |
| Miglior libero         | Shara Venegas     | Porto Rico      |